# Lamin Wollom S. Jallow
Lamin Wollom S. Jallow (* im 20. Jahrhundert) ist ein gambischer Politiker.

## Leben
| Parlamentswahl | Stimmen | Stimmanteil |
| -------------- | ------- | ----------- |
| 1997           | 1.608   | 58,07 %     |

Lamin Wollom S. Jallow trat als parteiloser Kandidat bei den Parlamentswahlen in Gambia 1997 für die Nationalversammlung im Wahlkreis Niamina West an und gewann ihn gegen seinen Gegenkandidaten Baboucarr Sonko von der Alliance for Patriotic Reorientation and Construction (APRC). Bei den Wahlen 2002 trat Jallow nicht an.